# Беларускабель
ОАО «Беларускабель» (Мозырский кабельный завод; бел. ААТ «Беларускабель») — белорусское предприятие по производству кабельной продукции, расположенное в городе Мозыре Гомельской области.

## История
Строительство предприятия началось в 1958 года на базе законсервированных цехов недостроенной швейной фабрики. Завод «Мозырькабель» введён в эксплуатацию в 1959 году, первоначально производил монтажные, телефонные, установочные провода, контрольные кабели, к 1967 году вышел на проектную мощность. Первоначально завод подчинялся Управлению электротехнической и приборостроительной промышленности Совета народного хозяйства БССР, с 1966 года — в подчинении Главного управления кабельной промышленности «Главкабель» Министерства электротехнической промышленности СССР. В 1972 году введён в эксплуатацию цех серебрения медной проволоки, в 1975 году начал работу цех монтажных проводов, в 1982 году был создан цех товаров народного потребления. В 1974 году (по другим данным, в 1976 году) завод стал головным предприятием производственного объединения «Белорускабель» Всесоюзного ПО «Союзэлектрокабель» Министерства электротехнической промышленности СССР; в состав объединения вошли также остальные предприятия отрасли на территории Белорусской ССР — гомельский кабельный завод «Гомелькабель» и щучинский завод «Автопровод». В 1976 году завод был переименован в честь XXV съезда КПСС (до 1990 года). В 1990 году завод преобразован в Мозырский кабельный завод «Беларускабель». С 1991 года подчиняется Госкомитету Республики Беларусь по промышленности и межотраслевым производствам, с 1994 года — Министерству промышленности Республики Беларусь.  С 1997 года форма собственности изменена на открытое акционерное общество.

## Современное состояние
По состоянию на 2020 год, на предприятии занято около тысячи сотрудников. Компания является одной из валообразующих по выпуску продукции промышленности в Мозыре и Мозырском районе. Предприятие производит кабели и провода монтажные, связи, управления и передачи данных, силовые, сигнализации и блокировки, контрольные, комбинированные, автотракторные, бортовые, соединительные, радиочастотные, трансляционные, микрофонные.
В 2016 году государству в лице Министерства промышленности Республики Беларусь принадлежало 68,2% акций компании.